# Ponta Perrucchetti
A Ponta Perrucchetti ou La Spedla é um cume que culmina a 4 020 m de altitude e se encontra ao mesmo tempo na cantão dos Grisões do lado da Suiça e  na Lombardia do lado italiano.
Trata-se de um ante-cume do Piz Bernina onde se situa a fronteira Itália-Suíça e também onde se encontra na linha de separação de águas entre o Mar Negro e o Mar Adriático.

## Ascensões
A primeira ascensão teve lugar em 1866 por Francis Fox Tuckett e F. A. Y. Brown com o guia Christian Almer.